# Honda Prologue
Honda Prologue — кросовер середнього розміру з акумуляторною батареєю, спільно розроблений компаніями Honda та General Motors для продажу в Північній Америці. 

## Опис

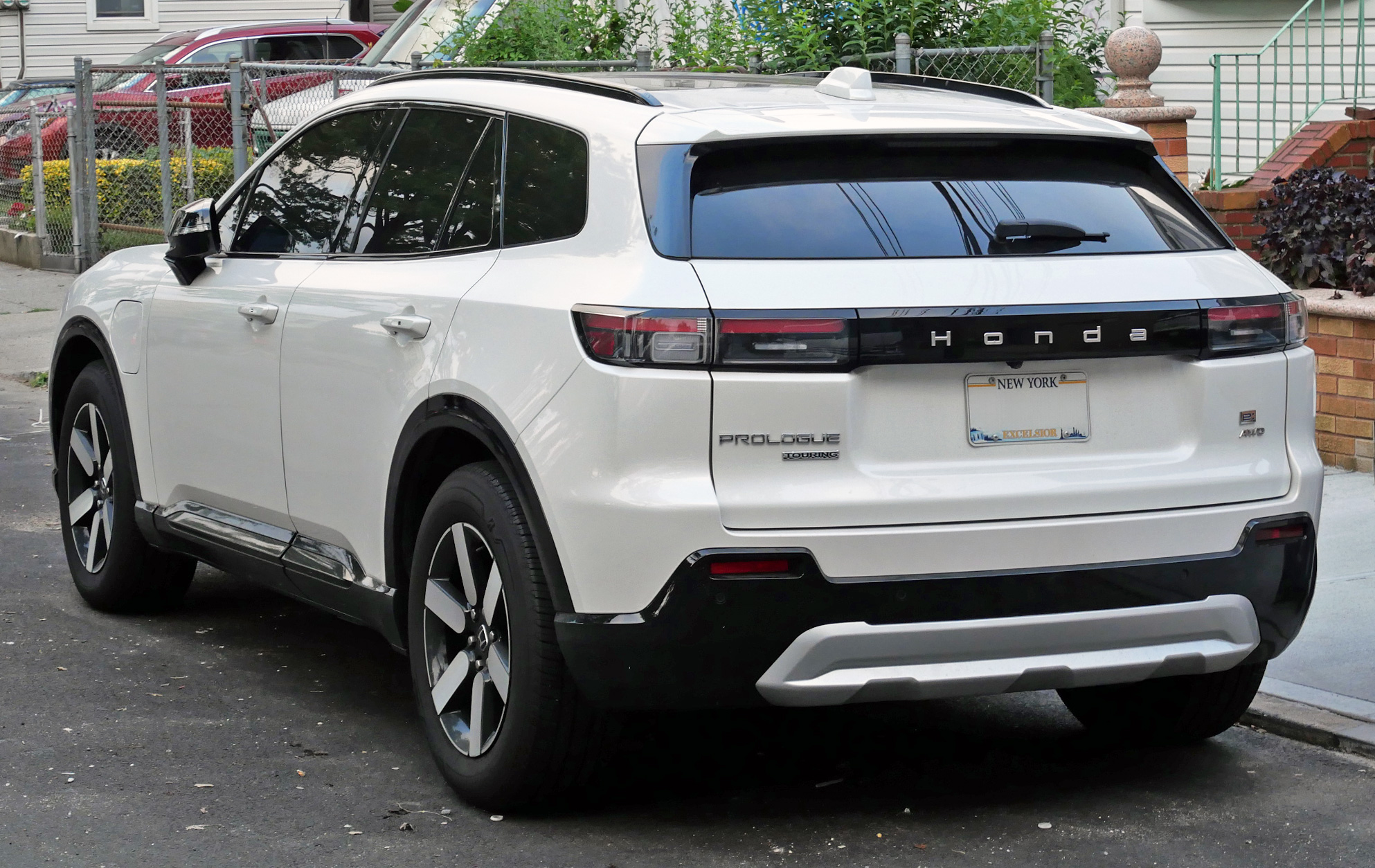

Представлений у жовтні 2022 року, продажі заплановані на 2024 рік, це буде перший акумуляторний електромобіль, проданий Honda у Північній Америці, окрім експериментальної Honda EV Plus.

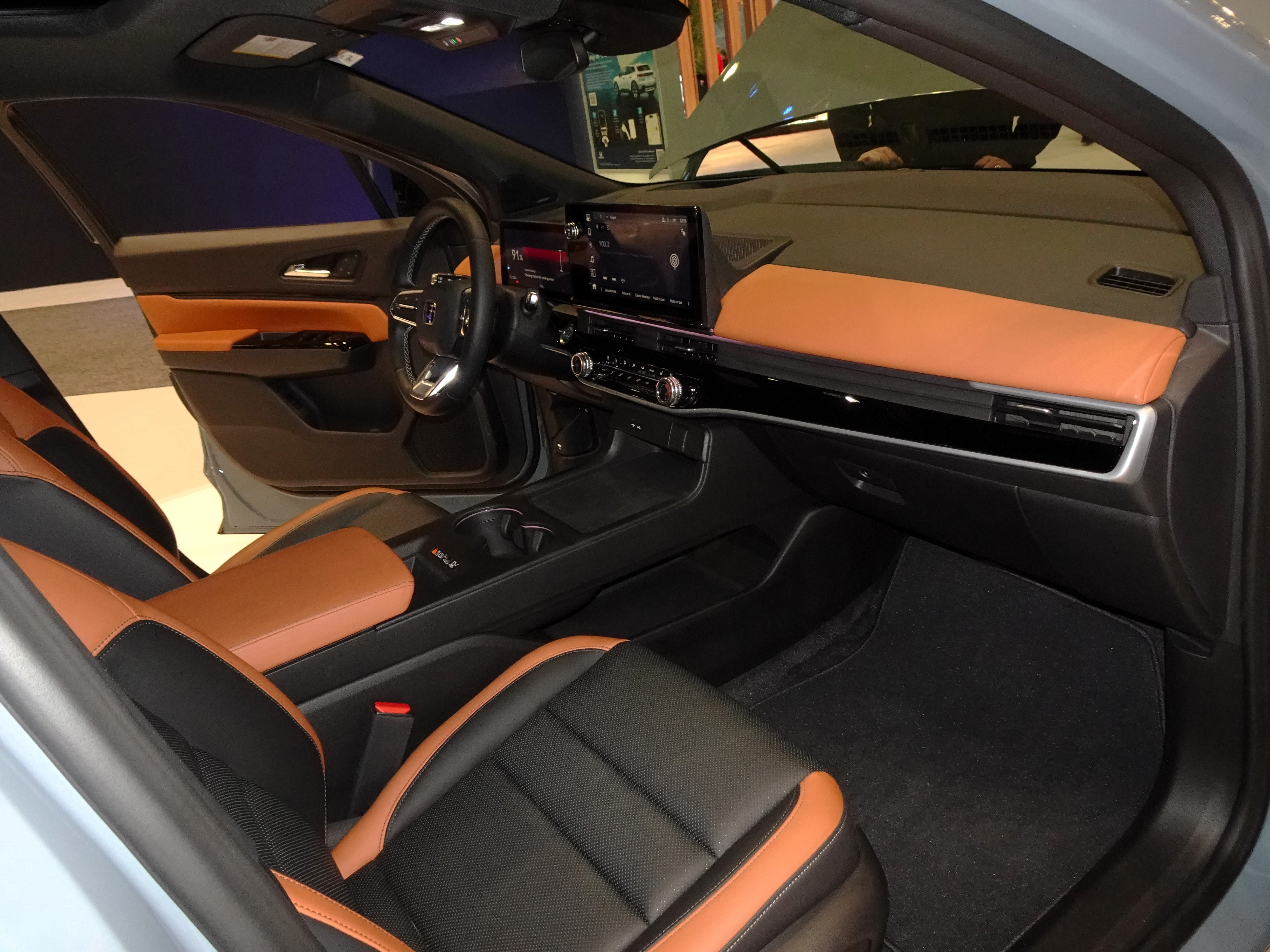

Створений дизайнерською студією Honda в Лос-Анджелесі, він заснований на архітектурі Ultium і платформі BEV3, розробленій General Motors, яку він поділяв з Chevrolet Blazer EV і Cadillac Lyriq разом із колісною базою 3094 мм. За розміром його можна порівняти з Passport з ДВЗ.
Honda Prologue оснащено мультимедійною системою на базі Google з 11,3-дюймовим екраном та бездротовими Apple CarPlay та Android Auto.
Багажник розрахований на 713 л. Якщо опустити задні сидіння, вантажний відсік збільшиться до 1633 л.

## Модифікації
- 1 електродвигун 210 к.с. 328 Н⋅м запас ходу 480 км
- 2 електродвигуни 290 к.с. 450 Н⋅м запас ходу 450 км (eAWD)